# Dirk Frans Pont
Dirk Frans Pont (Zaandam, 4 april 1893 – Hilversum, 14 februari 1963) was een Nederlands nationaalsocialistische politicus.

## Levensloop
Pont was afkomstig uit een protestants milieu, maar werd in zijn studententijd katholiek, mogelijk vanwege zijn katholieke verloofde. Pont ging na de middelbare school rechten studeren. Hij werkte enkele jaren bij de Amsterdamsche Bank, maar had meer ambities in het openbaar bestuur. In 1925 werd hij op 32-jarige leeftijd burgemeester van de gemeente Uithoorn, waar hij drie jaar bleef. Hierna werd hij burgemeester van de gemeente Hillegom. Op 23 maart 1937 meldde hij zich aan als lid van de Nationaal-Socialistische Beweging (NSB) van Anton Mussert, ondanks het officiële verbod op NSB-lidmaatschap voor katholieken (uitgevaardigd door het r.k. episcopaat) en eenzelfde verbod voor rijksambtenaren. Daarop werd hij bij Koninklijk Besluit van 3 april 1937 "eervol", maar per direct ontslagen als burgemeester van Hillegom.
Op 8 juni trad Pont toe als lid van de Eerste Kamer voor de NSB, zijn lidmaatschap eindigde op 21 september 1937. Mussert benoemde hem in die maand tot chef van zijn kabinet. Ook deze benoeming bleek van korte duur, want in oktober van dat jaar stapte Pont uit de NSB na een conflict met Mussert over de te voeren koers van de NSB. In dit conflict was een groot aantal vooraanstaande NSB'ers betrokken, zoals ds. G. van Duyl, jhr. Mr. W. van de Goes van Naters, J.H.C. Valckenier Kips jr., de statenlieden J.F. Stähle en dr. J.F.B. van Hasselt, het oud-hoofd van de Weerbaarheidsafdeling, J. Hogewind, diens secretaris R. Spoelstra en vele anderen. Het conflict had verscheidene oorzaken: het catastrofale verlies van de verkiezingen van 1937, de in de ogen van velen ongewenste toenadering tot de volkse, radicale stroming rond Rost van Tonningen en het terugtreden van veel prominente NSB'ers als bijvoorbeeld W.G. Nieuwenkamp, Musserts financieel adviseur, leider van het Strijd- en Verkiezingsfonds van de NSB en directeur van het Nationaal Tehuis.
Na de Duitse invasie van mei 1940 zagen dr. Friedrich Wimmer, Generalkommissar für Verwaltung und Justiz (bestuur en justitie) en K.J. Frederiks in hem een goede kandidaat voor diverse bestuursfuncties, waaronder het commissarisschap van de provincie Noord-Brabant en het burgemeesterschap van de gemeenten Den Haag en Amsterdam. In 1940 werd Pont lid van Nationaal Front van Arnold Meijer. In augustus 1941 meldde Pont zich aan voor het eerste contingent van het Vrijwilligers Legioen Nederland. Hij weigerde echter om te worden opgenomen in de Waffen-SS. Aan het oostfront bij Novgorod werd hij in de rang van Obersturmführer benoemd tot Ortskommandant. Aan echte gevechtshandelingen heeft hij waarschijnlijk nooit deelgenomen. Pont verklaarde zelf nooit een schot te hebben gelost.
Op instigatie van Wimmer keerde Pont terug naar Nederland. Eind 1941 werd hij opnieuw lid van de NSB. In het najaar van 1942 werd hij benoemd tot burgemeester van de gemeente Apeldoorn, hetgeen hij tot het eind van de oorlog bleef. In de nadagen van zijn burgemeesterschap werd hij beschuldigd van corrupt gedrag, maar dat leidde niet tot vervolging. Pont was geen hardliner, hij had een eigengereid karakter en ging regelmatig in tegen de wensen van zijn partijleiding en de Duitse bezetter. Daarbij had hij niets met het antisemitisme, hij nam in 1941 zelfs twee joden in dienst die door anti-joodse maatregelen hun baan hadden verloren. Pont was echter niet bij machte iets tegen de razzia's op de joodse bevolking van Apeldoorn te doen.
Na de oorlog werd hij opgepakt en veroordeeld tot een gevangenisstraf van 3,5 jaar. Zijn detentie eindigde op 17 april 1948. Hem werd tevens zowel het actieve als het passieve kiesrecht ontzegd en hij mocht geen publieke ambten meer bekleden. Zijn dienst in het Vrijwilligers Legioen Nederland werd beschouwd als deelname aan een vreemde krijgsdienst, waardoor hij automatisch zijn Nederlanderschap verloor. Dit kreeg hij echter in 1953 terug.
Pont bracht zijn laatste jaren in de luwte door. Hij leed aan hartklachten en overleed in 1963 op 69-jarige leeftijd in Hilversum. Zijn schoonzoon Jan de Sonnaville was na de oorlog burgemeester van Akersloot.
 Portaal: Fascisme en nationaalsocialisme in Nederland · Fascisme · Nationaalsocialisme
- Biografisch Portaal: 31931940
- Gemeinsame Normdatei: 143609823
- International Standard Name Identifier: 0000 0001 1999 7515
- Library of Congress Control Number: n2011035653
- Nederlandse Thesaurus van Auteursnamen: 329726048
- Parlement.com: vg09ll4wpjzm
- Virtual International Authority File: 168465145
- WorldCat: E39PBJp9thfpgqBRpkmRqT7CQq